# Stanisław Czistow
Stanisław Michajłowicz Czistow, ros. Станислав Михайлович Чистов (ur. 17 kwietnia 1983 w Czelabińsku) – rosyjski hokeista, reprezentant Rosji.

## Kariera
- Traktor Czelabińsk 2 (1998)
- Georgetown Raiders (1998-1999)
- Awangard Omsk (1999–2002)
  -  Awangard Omsk 2 (1999–2001)
  -  Mietałłurg Nowokuźnieck (2000)
  -  CSKA Moskwa 2 (2002)
- Anaheim Ducks (2002–2004)
- Cincinnati Mighty Ducks (2003–2005)
- Mietałłurg Magnitogorsk (2005–2006)
- Anaheim Ducks (2006)
- Portland Pirates (2006)
- Boston Bruins (2006–2007)
- Saławat Jułajew Ufa (2007–2008)
- Mietałłurg Magnitogorsk (2009–2011)
- Traktor Czelabińsk (2011–2015)
- Łokomotiw Jarosław (2015-2016)
- Awtomobilist Jekaterynburg (2016-2017)
- Spartak Moskwa (2017)
- Dinamo Ryga (2017)
- Łada Togliatti (2018-2019)

Wychowanek i od maja 2011 roku ponownie zawodnik Traktora Czelabińsk. W kwietniu 2013 przedłużył kontrakt z klubem o dwa lata. Zawodnikiem klubu był do grudnia 2015. Od grudnia 2015 do grudnia 2016 zawodnik Łokomotiwu. Od grudnia 2016 do kwietnia 2017 zawodnik Awtomobilista Jekaterynburg. Od maja do września 2017 zawodnik Spartaka Moskwa. Od października do listopada 2017 zawodnik Dinama Ryga. W maju 2018 został zawodnikiem Łady Togliatti. Pod koniec 2019 ogłosił zakończenie kariery.
Uczestniczył w turniejach mistrzostw świata do lat 17 w 2000, mistrzostw świata juniorów do lat 18 2001, mistrzostw świata juniorów do lat 20 2001, 2002.

## Sukcesy
Reprezentacyjne
- Złoty medal mistrzostw świata juniorów do lat 18: 2001
- Złoty medal mistrzostw świata juniorów do lat 20: 2002

Klubowe
- Srebrny medal mistrzostw Rosji: 2001 z Awangardem Omsk, 2013 z Traktorem Czelabińsk
- Brązowy medal mistrzostw Rosji: 2006 z Mietałłurgiem Magnitogorsk, 2013 z Traktorem Czelabińsk

- Puchar Spenglera: 2005 z Mietałłurgiem Magnitogorsk
- Złoty medal mistrzostw Rosji: 2008 z Saławatem Jułajew Ufa
- Puchar Kontynentu: 2012 z Traktorem Czelabińsk

Indywidualne
- NHL (2002/2003): NHL YoungStars Roster
- KHL (2012/2013):
  - Drugie miejsce w klasyfikacji asystentów w fazie play-off: 15 asyst
  - Nagroda Żelazny Człowiek – najwięcej rozegranych meczów w ostatnich trzech sezonach: 220